# Cổng Wałowa
Cổng Wałowa là một trong bốn cổng vào thành phố thời thời trung cổ còn tồn tại cho đến ngày nay, nằm ở đường Bolesław Chrobry, thành phố Stargard, tỉnh Zachodniopomorskie, là một tỉnh phía tây bắc Ba Lan. Cổng Wałowa đã được công nhận là một di tích lịch sử vào ngày 17 tháng 9 năm 2010 theo Quyết định của Tổng thống Cộng hòa Ba Lan.

## Lịch sử
Cổng Wałowa được xây dựng vào năm 1439, từ phía đông bắc của thành phố Stargard, từ hướng Nowogard, Maszewo, Szczecinek và Gdańsk. Đây là một cổng có bố trí phía trước rộng nhất so với các cổng còn lại ở Stargard. Tên của cổng xuất phát từ tên của thành lũy bằng đất trước đây, thành lũy này là bức tường bao bên ngoài thành phố. Năm 1780, phần trước của cổng được thay đổi, tạo thành một cổng vòm và có mái ở trên. Sau khi Thế chiến II xảy ra, cổng đã bị phá hủy nặng nề, sau đó nó đã được xây dựng lại hoàn toàn. Các phần được xây lại theo phong cách tân Gothich, đây cũng là cổng duy nhất theo kiến trúc này.
Hiện tại, cổng là trụ sở của Hiệp hội những người yêu thích nghệ thuật "Cổng" ở Stargard, nơi quy tụ các nghệ sĩ và những người yêu nghệ thuật của Stargard, đồng thời cũng quảng bá nghệ thuật giữa các cư dân của thành phố.

## Kiến trúc
Đế của cổng có dạng hình chữ nhật không đều (10 x 11 m) và chiều cao của nó là 19,4 m. Từ bên ngoài, nó được hỗ trợ bởi các trụ lên đến tầng một. Phần mái vát nhọn ở phía hai bên, ở giữa có một chiếc chuông từ thế kỷ 17. Nó được làm bằng gạch, với một tấm rèm, trang trí công phu và đỉnh có một tháp nhọn cao hơn so với phần mái hai bên.

## Hình ảnh

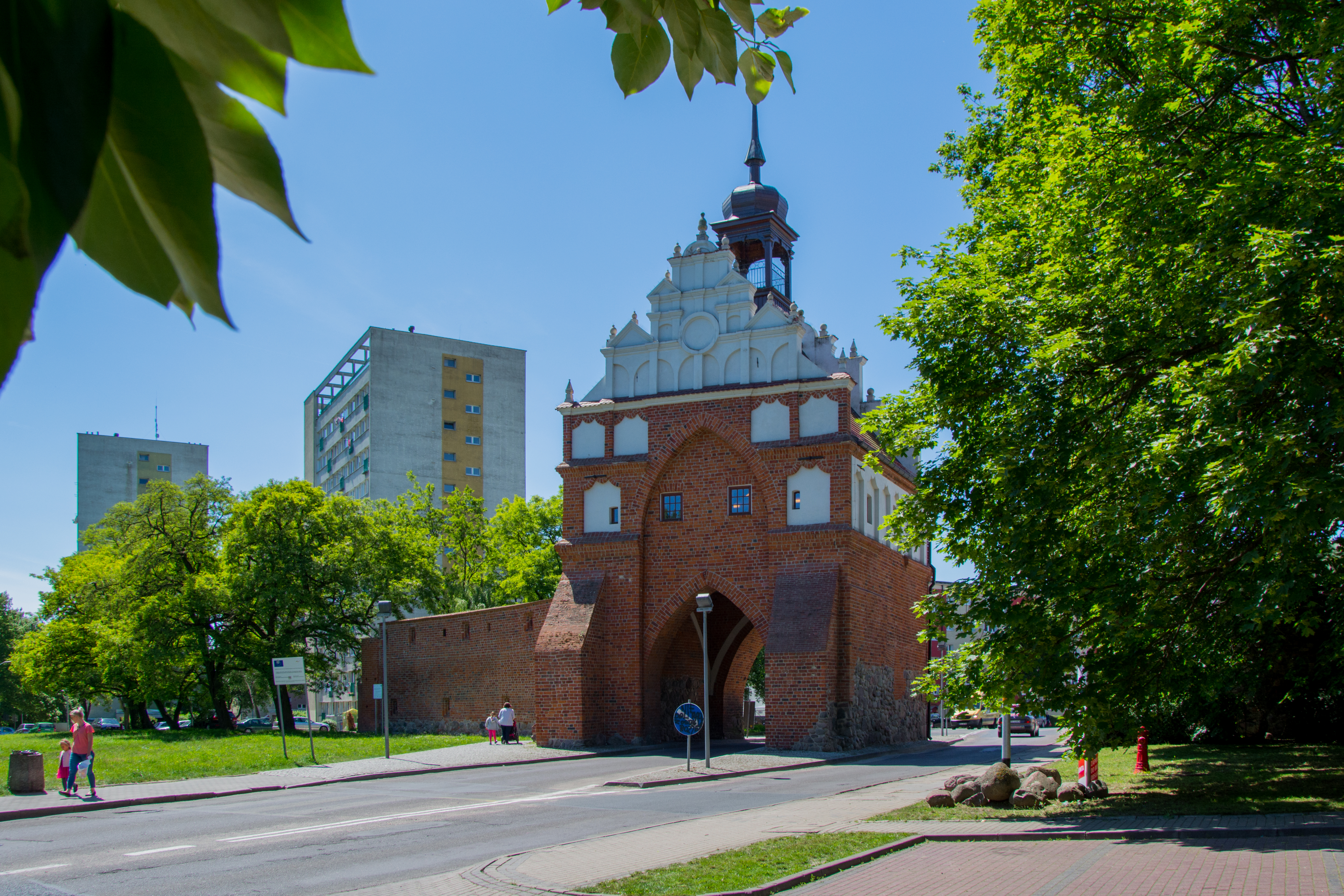
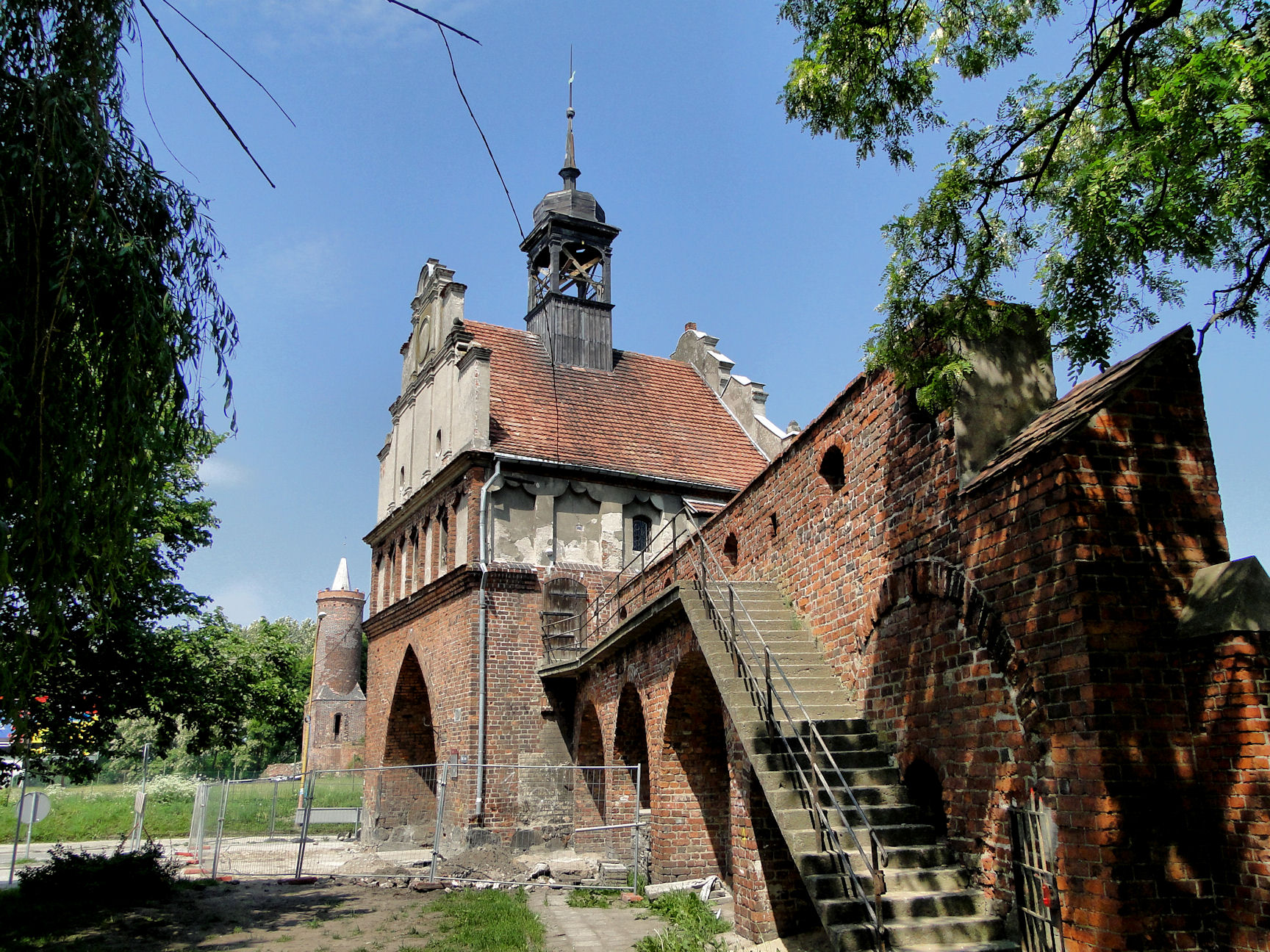
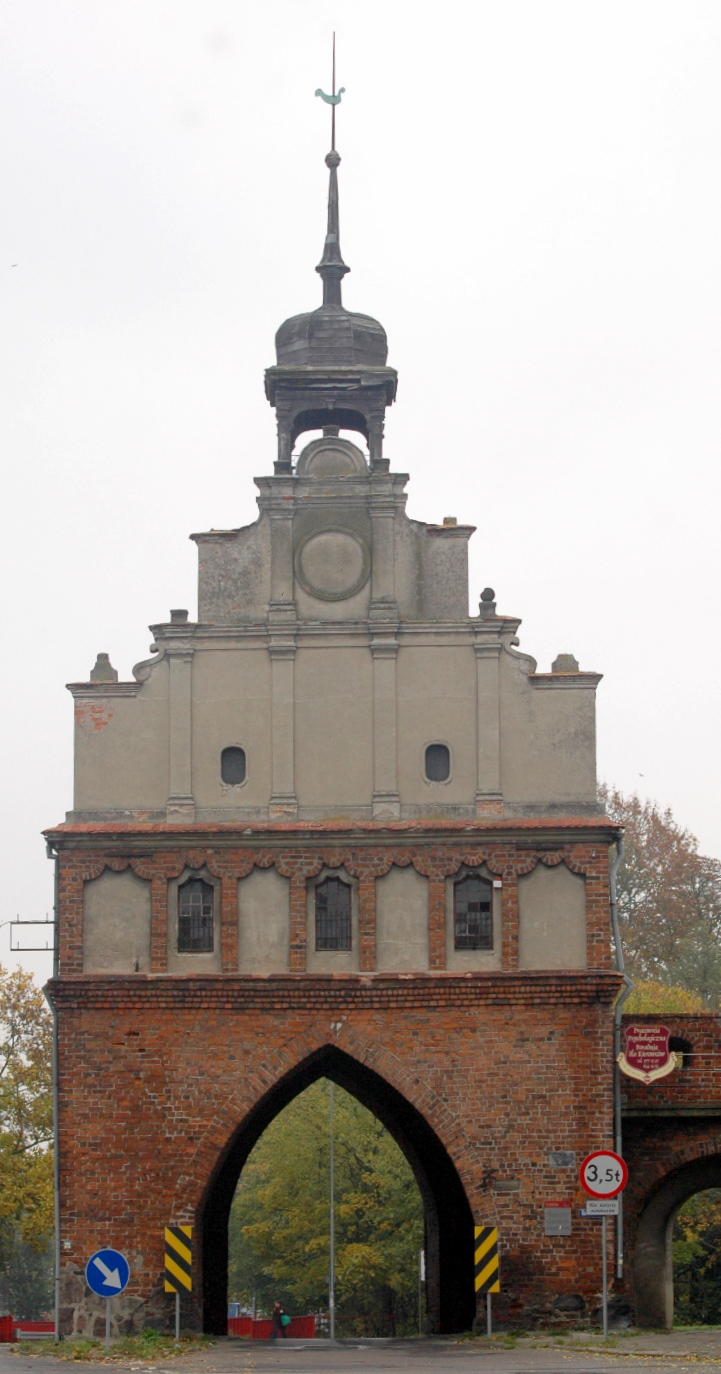
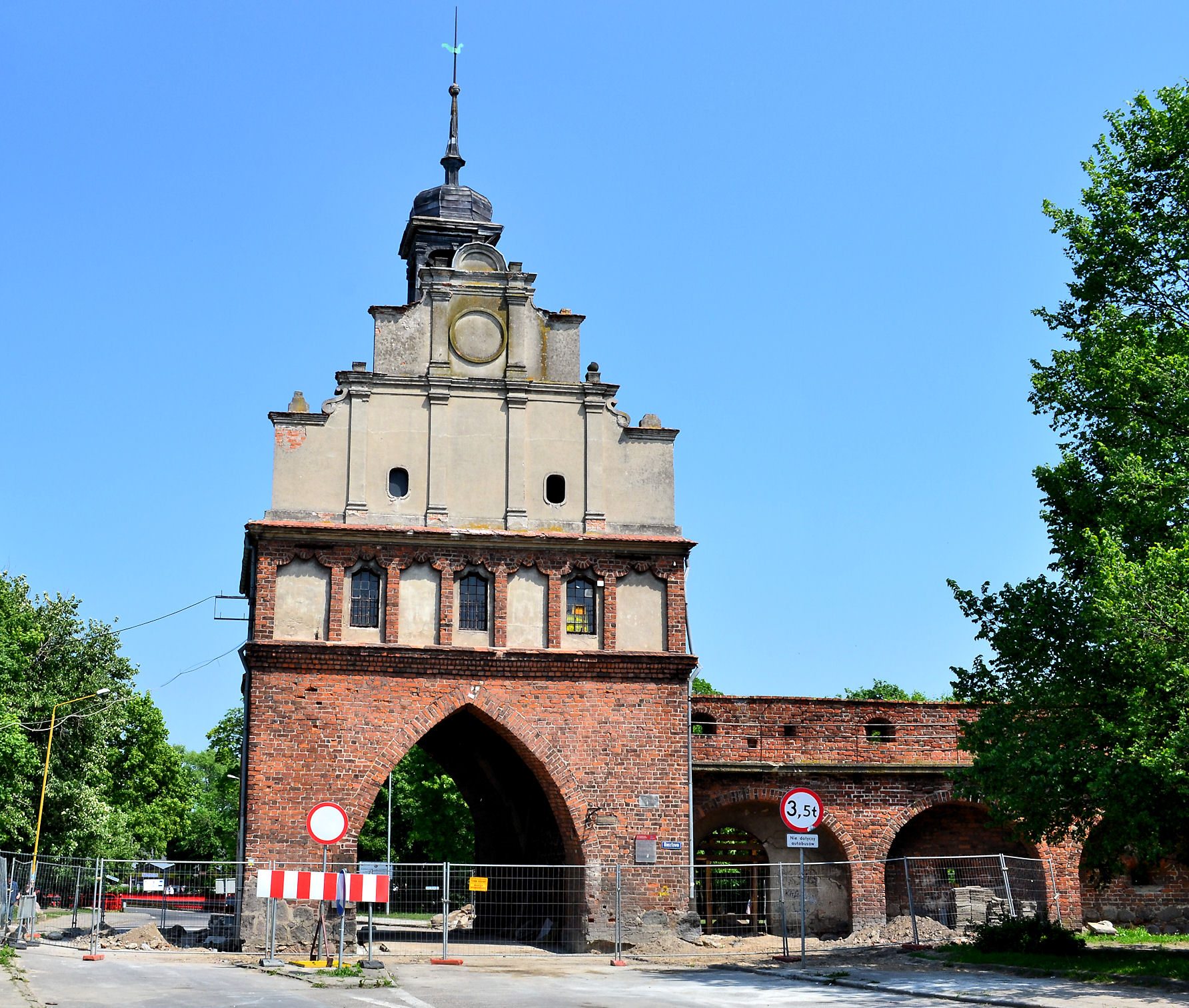
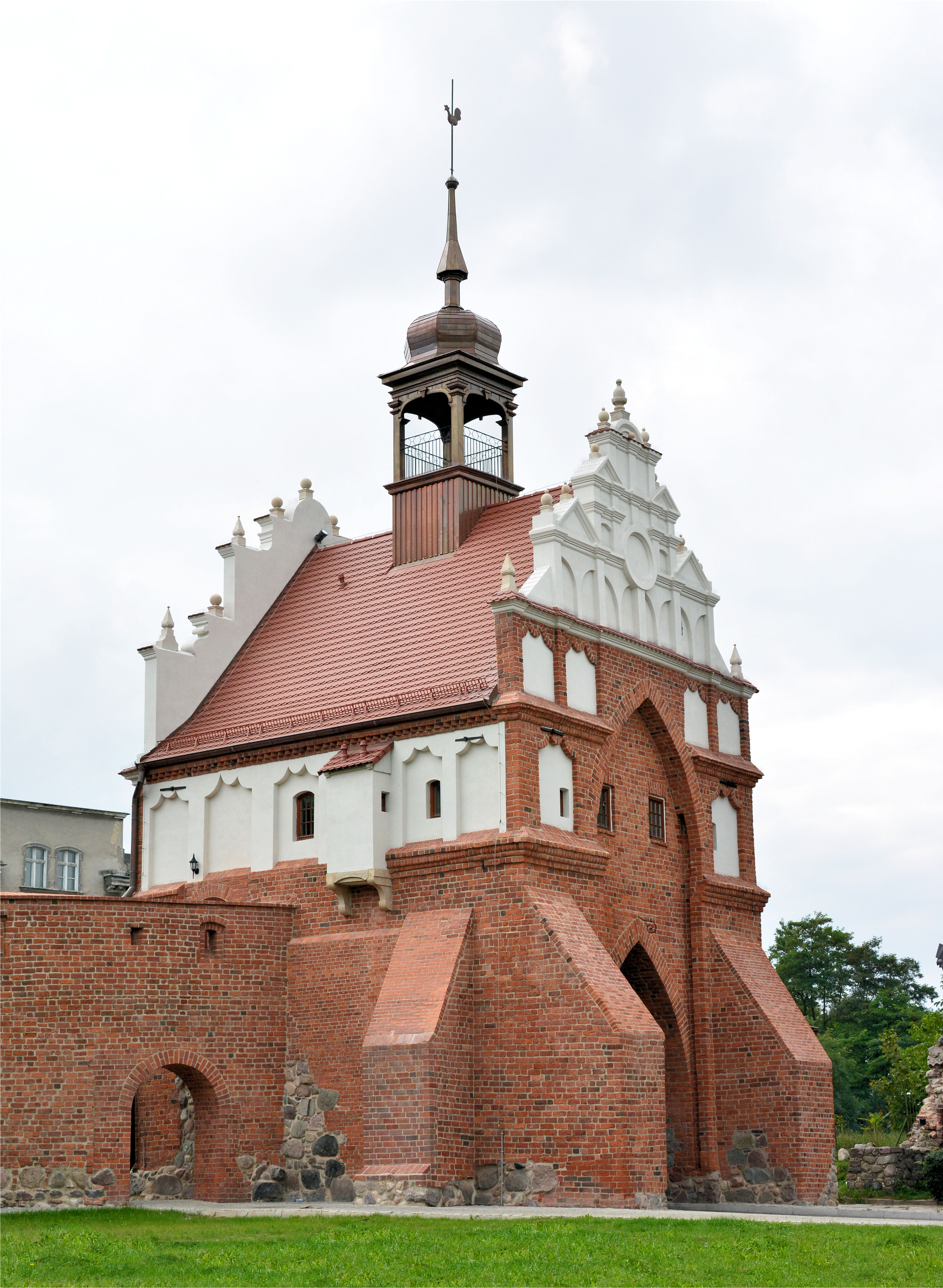
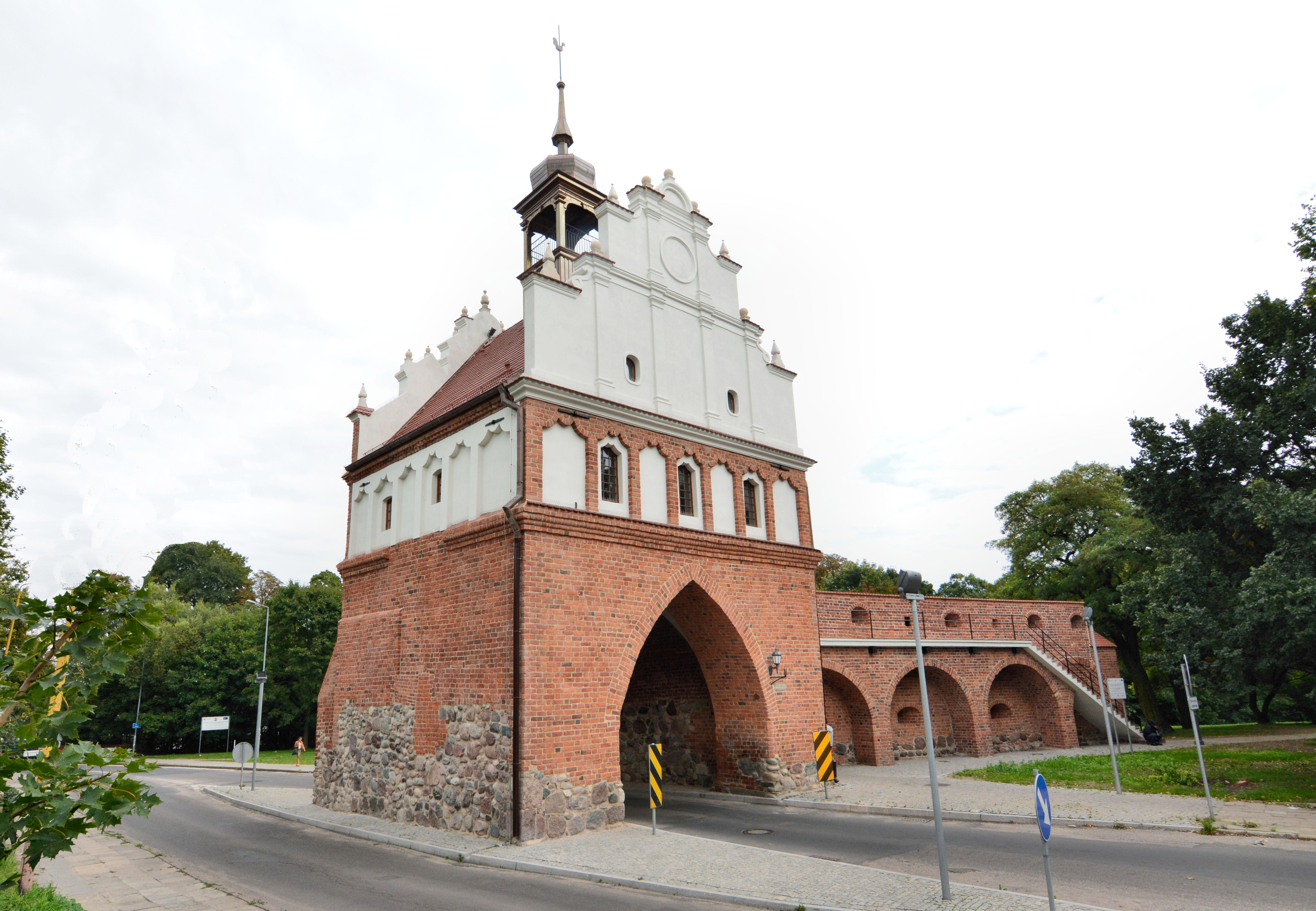